# Herbert Trube
Herbert Trube (Herbert Lawrence „Herb“ Trube; * 3. September 1886 in Brooklyn, New York City; † 13. Juli 1959 in Norwalk, Connecticut) war ein US-amerikanischer Mittel- und Langstreckenläufer.
Beim Drei-Meilen-Mannschaftsrennen der Olympischen Spiele 1908 in London kam er als Neunter ins Ziel und gewann mit seinen US-Teamkollegen John Eisele und George Bonhag Silber. Im Fünf-Meilen-Lauf schied er in der Vorrunde aus.
1908 wurde er US-Meister im Meilenlauf.